# 1914 en santé et médecine
| Années de la santé et de la médecine : 1911 - 1912 - 1913 - 1914 - 1915 - 1916 - 1917    |
| Décennies de la santé et de la médecine : 1880 - 1890 - 1900 - 1910 - 1920 - 1930 - 1940 |

Cet article présente les faits marquants de l'année 1914 en santé et médecine.

## Événements
- Janvier : Marcel Duchamp intitule Pharmacie le troisième, et peut-être le premier conçu, de ses ready-made[1],[2].
- 28 mars : la loi Labbé rend obligatoire dans toute l'armée la vaccination antityphoïdique[3].
- 10 avril :  à la tribune de l'Académie de médecine, Edmond Delorme « conseille aux chirurgiens des interventions exceptionnelles à l'avant et les évacuations les plus rapides possible pour des opératoires secondaires[4] ».
- 28 septembre : Delorme revient sur ses précédents conseils : « Les circonstances forcent à concentrer [la chirurgie active] en partie et résolument à l'avant[5]. »
- 16 octobre : à l'hôpital de Biarritz, Émile Jeanbrau pratique la première transfusion sanguine[6].
- 22 octobre-10 décembre : pic de l'épidémie de fièvre typhoïde de 1914-1915[7].
- 10-28 novembre : l'ambulance chirurgicale expérimentale mise sur pied par Maurice Marcille fonctionne près d'Hesdin, à dix kilomètres de la ligne de feu[8].
- 17 novembre : Victor Pauchet publie les résultats obtenus en chirurgie par l'emploi de la gaze au formol[9].
- Novembre : Victor Pauchet publie son procédé d'amputation rapide « en saucisson[10] ».
- 7 décembre : dépêche prescrivant l'organisation de l'appareillage de tous les mutilés[11].
- Chagall peint Pharmacie à Vitebsk, représentation de l'officine de sa ville natale[12].
- Le Syndicat national de médecine sociale, créé en 1909, s'éteint avec la mobilisation de ses membres fondateurs[13].
- Eward Kendall isole la thyroxine[14].

## Récompense
- Prix Nobel de médecine : Robert Bárány, « pour ses travaux sur la physiologie et la pathologie de l'appareil vestibulaire de l'oreille[15] ».

## Publication
- William Seaman Bainbridge (en), The Cancer Problem[16].

## Naissances
- 2 janvier : Edmond Kaiser, pharmacien délégué médical vaudois, fondateur de l'ONG humanitaire Terre des hommes, mort le 4 mars 2000.
- 18 janvier : Marc Sauter (mort en 1983), anthropologue suisse.
- 22 février : Renato Dulbecco (mort en 2012), virologue italo-américain, lauréat du prix Nobel de médecine en 1975 « pour ses travaux sur les oncovirus et les mécanismes de la cancérogenèse ».
- 25 février : Gisela Pankow (morte en 1998), psychanalyste française.
- 19 mars : Pierre Marion (mort en 2000), chirurgien français[17].
- 24 mars : Jean Solinhac (mort en 1981), homme politique français, docteur en médecine et en pharmacie, a donné son nom à l'hôpital d'Espalion.
- 3 avril : Alfred Iarbous (mort en 1986), psychologue russe, connu pour ses études sur les mouvements des yeux.
- 8 avril : Emma Üffing (morte en 1955), infirmière allemande.
- 10 avril : Jean Reverzy (mort en 1959), médecin, romancier et résistant français.
- 16 mai : Anne-Mary Menut (morte en 1944), pharmacienne et résistante française[18].
- 29 juillet : Marc Oraison (mort en 1979), médecin et théologien français.
- 3 août : Rolf Hassler (mort en 1984), neuropathologiste allemand.
- 19 août : Gaston Galloux (mort en 1980), pharmacien et homme politique français[19].
- 1er octobre : Charles Dubost (mort en 1991 ), chirurgien français.
- 21 novembre : Henri Laborit (mort en 1995), chirurgien et neurobiologiste français.
- 25 décembre : Oscar Lewis (mort en 1970), anthropologue américain, auteur du concept de « culture de la pauvreté ».

Date inconnue
- Roger Le Breton, médecin légiste français.

## Décès
- 15 février : Roswell Park (en) (né en 1852), chirurgien américain.
- 4 avril : Alfred Conor (né en 1870), médecin et biologiste français[20].
- 29 juillet : Paul Reclus (né en 1847), chirurgien français.
- 30 septembre : Lucien Bertholon (né en 1854), médecin et anthropologue français, spécialiste de l'Afrique du Nord.
- 22 octobre : Émile Reymond (né en 1865), médecin, homme politique et aviateur français.
- Décembre : Albert Freeman Africanus King (né en 1841), professeur d'obstétrique américain, d'origine britannique.

Date inconnue
- Henri Bourru (né en 1840), médecin français, officier du corps de santé de la Marine[21].
- Émile Gilbert (né en 1836), pharmacien français et historien de la pharmacie[22].
- Léon Lajaunie (né en 1841), pharmacien français.